# Bekenntnis von Nicäa

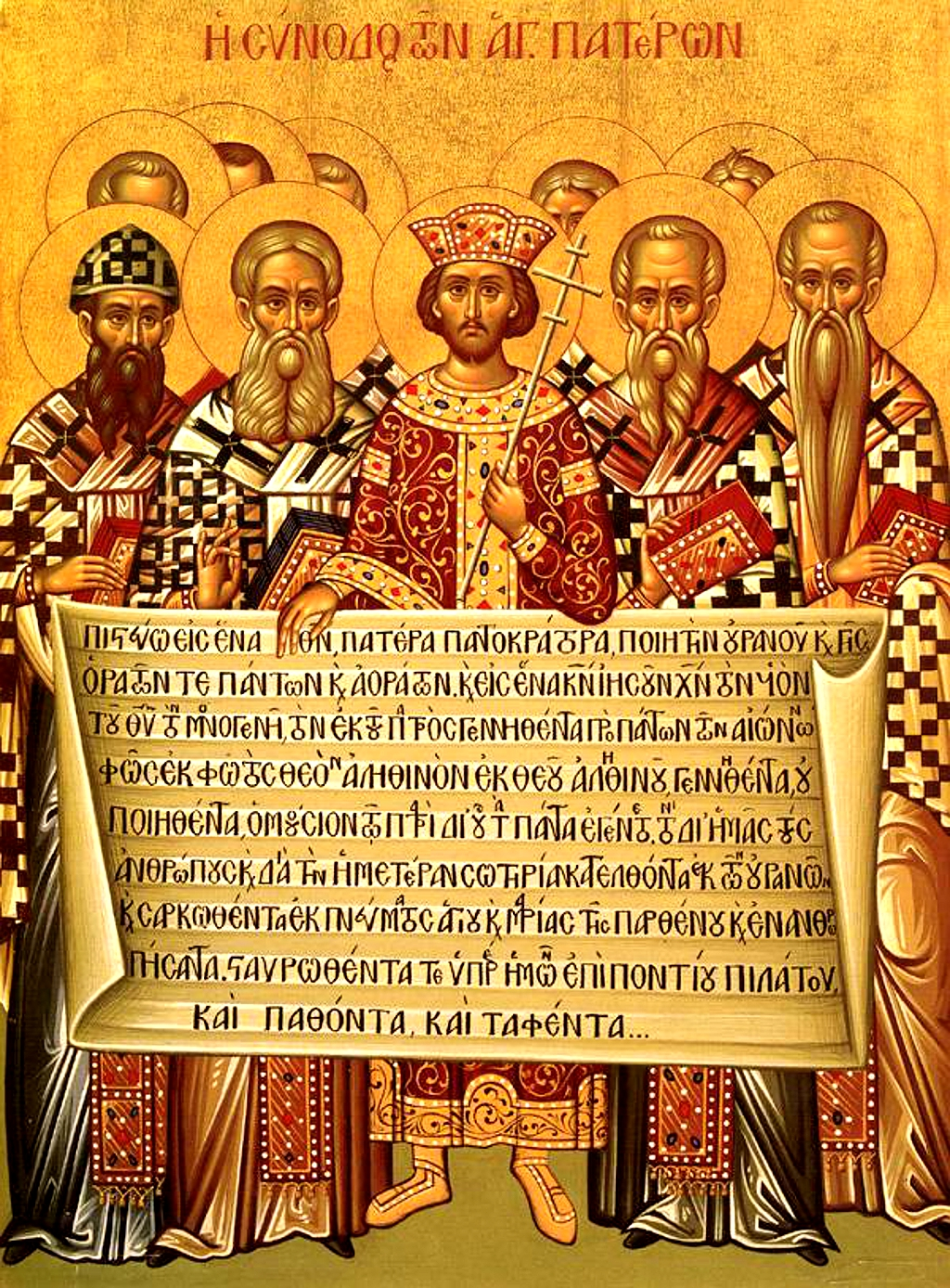
Erstes Konzil von Nicäa (325): Kaiser Konstantin entrollt den Text des Nicäno-Konstantinopolitanum, wie es auf dem ersten Konzil von Konstantinopel (381) umformuliert wurde, mit Ausnahme des ersten Wortes, von πιστεύομεν zu πιστεύω geändert wie in der Liturgie. Die Beschriftung der Ikone lautet: Ἡ σύνοδος τῶν ἁγ(ίων) πατέρων (die Synode der heiligen Väter).

Das Bekenntnis von Nicäa wurde vom ersten Konzil von Nicäa 325, dem ersten ökumenischen Konzil, herausgegeben.
Es ist nicht zu verwechseln mit dem bekannteren und nahe verwandten Nicäno-Konstantinopolitanum, dem Bekenntnis des ersten Konzils von Konstantinopel, das ebenfalls oft als nicänisches Glaubensbekenntnis oder nizänisches Glaubensbekenntnis bezeichnet wird. Im Gegensatz zu diesem wird das hier beschriebene Bekenntnis auch von allen altorientalischen Kirchen anerkannt. Damit ist es das prinzipiell meistanerkannte Bekenntnis im Christentum, spielt aber in der Bekenntnis- und Frömmigkeitspraxis jener Kirchen, die auch das Nicäno-Konstantinopolitanum anerkennen, de facto keine Rolle.

## Geschichtlicher Hintergrund

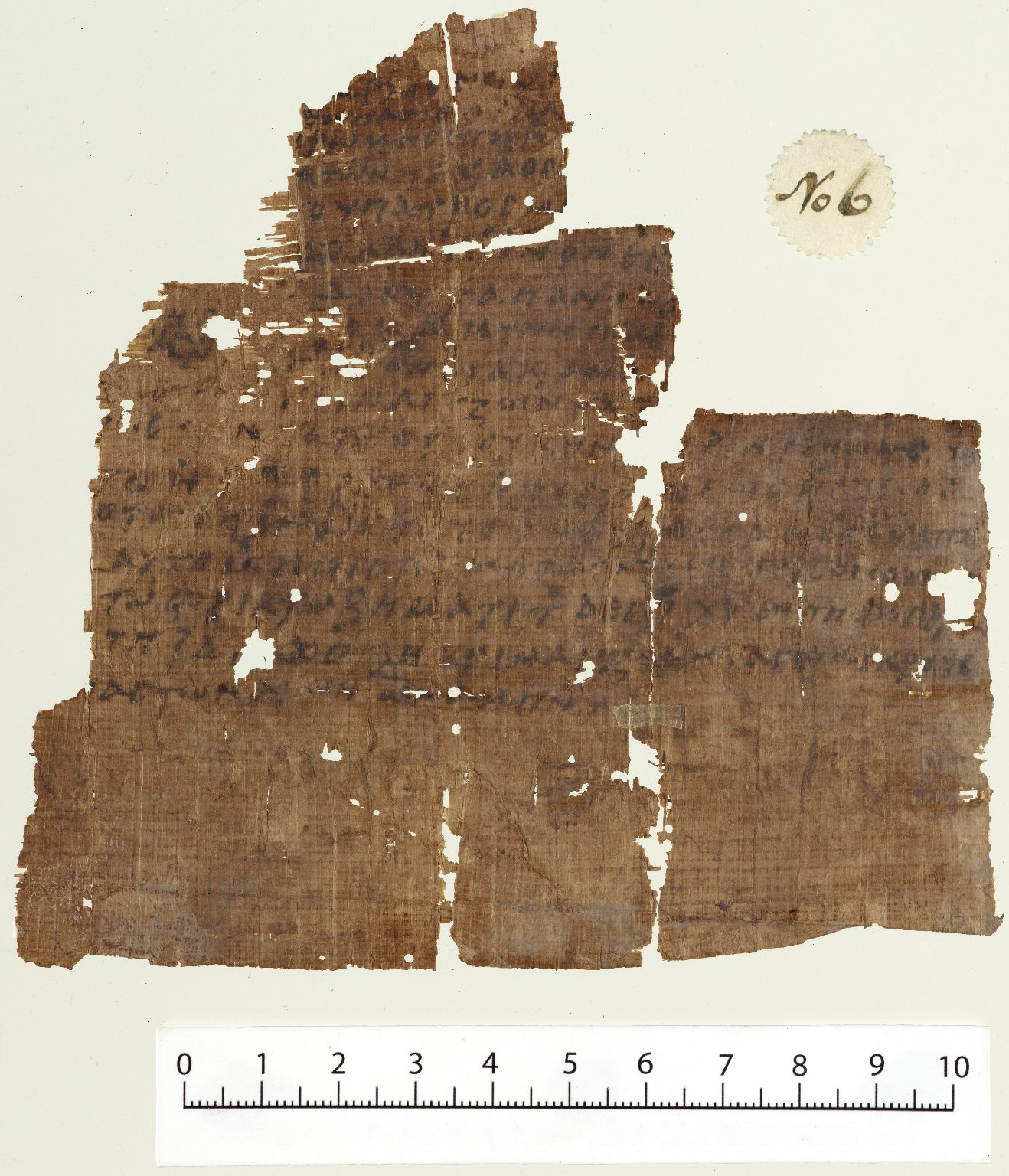
Älteste Abschrift des Bekenntnisses von Nicäa aus dem 6. Jahrhundert

Das Konzil, das von Kaiser Konstantin dem Großen in das nahe seiner Residenz gelegene Nicäa, das heutige İznik/Türkei, einberufen wurde, war das erste, das nicht bloß für eine Region, sondern für die gesamte Kirche Geltung haben sollte. Es sollte die durch den  Presbyter Arius vor allem im griechischsprachigen Teil der Kirche ausgelösten Streitigkeiten über die Trinitätslehre beilegen. Mit dem Bekenntnis zur Wesenseinheit Christi und des Vaters bezog das Konzil Stellung gegen den Arianismus. In der Folgezeit kam es aber zu Streit um die richtige Auslegung der Begriffe, bei dem besonders der Kirchenvater Athanasius der Große in seinem um 350 verfassten Brief De decretis Nicaenae synodi (‚Über die Beschlüsse des Synode von Nizäa‘) das Bekenntnis im Sinne einer scharf anti-arianischen Position interpretierte. Der Streit konnte erst auf dem folgenden Konzil von Konstantinopel 381 beigelegt werden.
In der Folge wurde das Bekenntnis von Nicäa oft als „der Glaube der 318 heiligen Väter“ bezeichnet. Das bezieht sich auf die 318 Bischöfe, die am ersten Konzil von Nicäa teilgenommen haben sollen; ihre Zahl sollte der Anzahl der Knechte entsprechen, mit denen Abraham in Gen 14,14  ausgezogen war.
Auf dem Konzil von Ephesos von 431 wurde das wörtliche Glaubensbekenntnis von Nicäa ausdrücklich bestätigt und erklärt, dass es nicht verändert werden dürfe.

## Text
auf Griechisch:
Πιστεύομεν εἰς ἕνα Θεόν Πατέρα παντοκράτορα, πάντων ὁρατῶν τε καὶ ἀοράτων ποιητήν.

Καὶ εἰς ἕνα κύριον Ἰησοῦν Χριστόν, 

τὸν υἱὸν τοῦ Θεοῦ, 

γεννηθέντα ἐκ τοῦ Πατρὸς μονογενῆ, 

τουτέστιν ἐκ τῆς οὐσίας τοῦ Πατρός, 

Θεὸν ἐκ Θεοῦ, φῶς ἐκ φωτός, Θεὸν ἀληθινὸν ἐκ Θεοῦ ἀληθινοῦ, 

γεννηθέντα, οὐ ποιηθέντα, ὁμοούσιον τῷ Πατρί,

δι' οὗ τὰ πάντα ἐγένετο, τά τε ἐν τῷ οὐρανῷ καὶ τὰ ἐπὶ τῆς γῆς,

τὸν δι' ἡμᾶς τοὺς ἀνθρώπους 

καὶ διὰ τὴν ἡμετέραν σωτηρίαν κατελθόντα 

καὶ σαρκωθέντα καὶ ἐνανθρωπήσαντα,

παθόντα, καὶ ἀναστάντα τριτῇ ἡμέρᾳ, 

καὶ ἀνελθόντα εἰς τοὺς οὒρανούς,

καὶ ἐρχόμενον κρῖναι ζῶντας καὶ νεκρούς.

Καὶ εἰς τὸ Ἅγιον Πνεῦμα.

Τοὺς δὲ λέγοντας, ὅτι ἦν ποτε ὅτε οὐκ ἦν,

καὶ πρὶν γεννηθῆναι οὐκ ἦν,

καὶ ὅτι ἐξ οὐκ ὄντων ἐγένετο,

ἢ ἐξ ἑτέρας ὑποστάσεως ἢ οὐσίας φάσκοντας εἶναι, [ἢ κτιστόν,]

ἢ τρεπτὸν ἢ ἀλλοιωτὸν τὸν υἱὸν τοῦ Θεοῦ,

[τούτους] ἀναθεματίζει ἡ καθολικὴ [καὶ ἀποστολικὴ] ἐκκλησία.
auf Latein:
Credo in unum Deum,

Patrem omnipoténtem,

omnium visibílium et invisibílium factorem.

Et in unum Dóminum nostrum Iesum Christum,

Fílium Dei,

natum ex Patre unigenitum.

hoc est de substantia Patris,

Deum ex Deo, lumen ex lúmine, Deum verum de Deo vero,

natum, non factum, unius substantiae cum Patre (quod graece dicunt homousion):

per quem ómnia facta sunt, quae in caelo et in terra,

qui propter nostram salútem descéndit,

incarnátus est et homo factus est,

et passus est,

et resurréxit tértia die,

et ascéndit in cælos,

ventúrus iudicáre vivos et mórtuos,

Et in Spíritum Sanctum.

Eos autem qui dicunt "Erat quando non erat":

et "Antequam nasceretur, non erat":

et "Quod de non exstantibus factus est":

vel alia substania aut essentia dicentes

aut convertibilem aut demutabilem Deum <Filium Dei>,

hos anathematizat catholica Ecclesia
in deutscher Übersetzung:
Ich glaube an den einen Gott,

den Vater, den Allmächtigen,

den Schöpfer alles Sichtbaren und Unsichtbaren.

Und an den einen Herrn Jesus Christus,

den Sohn Gottes,

der als Einziggeborener aus dem Vater gezeugt ist, das heißt: aus dem Wesen des Vaters,

Gott aus Gott, Licht aus Licht,

wahrer Gott aus wahrem Gott,

gezeugt, nicht geschaffen,

eines Wesens mit dem Vater (homoousion to patri);

durch den alles geworden ist, was im Himmel und was auf Erden ist;

der für uns Menschen und wegen unseres Heils herabgestiegen und Fleisch geworden ist,

Mensch geworden ist,

gelitten hat und am dritten Tage auferstanden ist,

aufgestiegen ist zum Himmel,

kommen wird um die Lebenden und die Toten zu richten;

Und an den Heiligen Geist.

Diejenigen aber, die da sagen „es gab eine Zeit, da er nicht war“

und „er war nicht, bevor er gezeugt wurde“,

und er sei aus dem Nichtseienden geworden,

oder die sagen, der Sohn Gottes stamme aus einer anderen Hypostase oder Wesenheit,

oder er sei geschaffen oder wandelbar oder veränderbar,

die verdammt die katholische Kirche. [richtig: die belegt die katholische Kirche mit dem Anathema]
Heutige Übersetzungen und die lateinische Version enthalten eingeboren oder einziggeboren, unigenitum, davon ausgehend, dass γενή von γενναω ‚geboren‘ kommt. Allerdings übersetzen ältere lateinische Manuskripte des neuen Testaments μονογενή als unicus, einzigartig.

## Vergleich mit älteren Bekenntnissen
Das Bekenntnis von Nicäa weist Ähnlichkeiten zu älteren östlichen Glaubensbekenntnissen auf, lässt sich literarisch aber nicht eindeutig auf eine Vorlage zurückführen.
Die trinitarische Formulierung des Bekenntnisses (Ich glaube an einen Gott … Und an den einen Herrn Jesus Christus … Und an den Heiligen Geist …) ist sowohl im Apostolikum als auch in vielen anderen Taufbekenntnissen der damaligen Zeit zu finden. Dieser Aufbau des Bekenntnisses war bei dem Konzil kein Thema.
Die oben kursiv gesetzten Teile sind Zusätze des Konzils, die sich in keinem früheren Bekenntnis finden. In ihnen hat die Kirche Formeln gesucht, die die christologische Lehre der Kirche so ausdrückten, dass der Arianismus sie nicht arianisch interpretieren konnte – ältere Bekenntnisse wurden auch von den Arianern akzeptiert, da sie sie in ihrem Sinn auslegen konnten.
Strittig war am Konzil der Begriff homoousios (dt. wesensgleich / wesenseins), der in der Bibel nicht vorkommt. Nach früherer Auffassung wurde er von Kaiser Konstantin I. oder dessen Hofbischof und Berater Ossius von Córdoba vorgeschlagen. Da gerade dieser Ausdruck für die Arianer in einem Glaubensbekenntnis inakzeptabel war, entschied sich das Konzil trotz Bedenken dafür.